# Illadopsis pyrrhoptera
Illadopsis pyrrhoptera е вид птица от семейство Pellorneidae.

## Разпространение
Видът е разпространен в Бурунди, Демократична република Конго, Кения, Малави, Руанда, Танзания и Уганда.